# Mike Cuellar
Pour les articles homonymes, voir Cuéllar (homonymie) et Santana.
Miguel Ángel Cuellar Santana, né le 8 mai 1937 à Santa Clara, dans la Province de Villa Clara à Cuba, et mort le 2 avril 2010 à Orlando en Floride, est un joueur de baseball ayant évolué au poste de lanceur. Sa carrière de 15 saisons dans le baseball majeur s'est déroulée en 1959, puis de 1964 à 1977 avec les Reds de Cincinnati, les Cardinals de Saint-Louis, les Astros de Houston, les Orioles de Baltimore et les Angels de la Californie. Il a été choisi quatre fois sur les équipes d'étoiles, a remporté le trophée Cy Young en 1969, et a fait partie à de l'équipe championne de la Série mondiale avec les Orioles de Baltimore en 1970.

## Les premières années
Encore adolescent, Mike Cuellar s'est engagé dans l'armée cubaine, sachant qu'il aurait ainsi l'occasion de jouer au baseball au cours des week-ends. Après avoir été lanceur dans l'équipe de l'armée de Fulgencio Batista en 1954-1955, il a évolué dans le baseball mineur au Nicaragua et dans son pays natal. Avant le début de la saison 1957, il a signé une entente comme joueur autonome amateur avec les Reds de Cincinnati, qui l'ont alors envoyé aux Sugar Kings de La Havane, leur club-école de niveau AAA.

## Carrière professionnelle

### Les débuts avec Cincinnati et Saint-Louis
Mike Cuellar s'est joint aux Reds le 18 avril 1959. Ses débuts professionnels ont été plus que modestes, pour ne pas dire décevants. Le lanceur n'a été utilisé que pendant 4 manches avec l'équipe, concédant 8 points avec 7 coups sûrs et 4 buts sur balles. Les Reds ont alors retourné Cuellar dans les rangs mineurs, et il s'est écoulé cinq ans avant que celui-ci renoue avec le baseball majeur.
En 1964, Cuellar est passé aux Cardinals de Saint-Louis. Il n'a porté l'uniforme des Cards qu'une seule saison, terminant avec une fiche de 5 victoires contre autant de défaites. Le 15 juin 1965, les Cards l'ont échangé aux Astros de Houston.

### Avec les Astros de Houston
Pendant le séjour de Mike Cuellar dans le baseball d'hiver, un de ses coéquipiers, Ruben Gomez, l'a convaincu de développer le lancer de la balle tire-bouchon (Screwball en anglais). La décision aura pour conséquence de transformer radicalement sa carrière. Cuellar deviendra avec Tug McGraw, Fernando Valenzuela et Mike Marshall un des principaux artisans de ce type de lancer.
Cuellar a vu enfin plus d'action comme porte-couleurs des Astros, avec lesquels il a passé trois saisons complètes. Il a connu sa meilleure campagne en 1967 avec une fiche de 16 victoires et autant de matchs complets. Le 4 décembre 1968, il a été échangé aux Orioles de Baltimore.

### Les grandes saisons à Baltimore
Le passage de Mike Cuellar dans la Ligue américaine a lancé de façon spectaculaire sa carrière vers le sommet. Le lanceur cubain a remporté avec les Orioles de Baltimore 143 de ses 185 victoires en carrière, avec quatre saisons de 20 victoires et plus. Il a composé avec Jim Palmer et Dave McNally un des trios d'artilleurs les plus redoutables du baseball majeur.
À sa première saison avec les Orioles, Cuellar a remporté 23 victoires contre 11 défaites, une performance qui lui a valu d'être le gagnant du trophée Cy Young, ex-aequo avec Denny McLain des Tigers de Detroit. L'année suivante, en 1970, McNally et lui ont signé chacun 24 victoires, un sommet dans la Ligue américaine. Cuellar et ses coéquipiers ont couronné cette saison de rêve avec la conquête de la Série mondiale face aux Reds de Cincinnati, le lanceur gaucher y contribuant avec une des quatre victoires. Ont suivi des saisons également très fructueuses de 20, 18, 18 et 22 victoires.
Cuellar a joué pendant deux autres saisons pour les Orioles, alors que s'amorçait le déclin de sa carrière. Libéré par Baltimore au terme de la saison 1976, il s'est joint aux Angels de la Californie comme joueur autonome. C'est avec cette équipe qu'il a remporté les deux dernières victoires de sa carrière.

## Les statistiques comme lanceur[2]

### En saison régulière
| Saisons   | Équipes     | G   | IP      | H    | BB  | SO   | W   | L   | SHO | ERA   |
| --------- | ----------- | --- | ------- | ---- | --- | ---- | --- | --- | --- | ----- |
| 1959      | Cincinnati  | 2   | 4       | 7    | 4   | 5    | 0   | 0   | 0   | 15,75 |
| 1964      | Saint-Louis | 32  | 72      | 80   | 33  | 56   | 5   | 5   | 0   | 4,50  |
| 1965-1968 | Houston     | 127 | 7001⁄3  | 633  | 181 | 557  | 37  | 36  | 6   | 0,274 |
| 1969-1976 | Baltimore   | 290 | 20281⁄3 | 1809 | 601 | 1011 | 143 | 88  | 30  | 0,318 |
| 1977      | Californie  | 2   | 31⁄3    | 9    | 3   | 3    | 0   | 1   | 0   | 18,90 |
| TOTAUX    |             | 453 | 2808    | 2538 | 822 | 1632 | 185 | 130 | 36  | 3,14  |

### En série mondiale
| Saison | Équipe    | G | IP    | H  | BB | SO | W | L | SHO | ERA  |
| ------ | --------- | - | ----- | -- | -- | -- | - | - | --- | ---- |
| 1970   | Baltimore | 2 | 111⁄3 | 10 | 2  | 5  | 1 | 0 | 0   | 3,18 |

## Faits saillants et honneurs
- Quatre saisons de 20 victoires et plus avec Baltimore.
- Plus grand nombre de victoires dans la Ligue américaine avec Dave McNally (24 en 1970).
- Quatre fois sur les équipes d'étoiles de la Ligue américaine (1967, 1970, 1971, 1974).
- Gagnant du trophée Cy Young (1969).
- Champion de la Série mondiale (1970).

## Un joueur superstitieux
Mike Cuellar s'est fait une réputation d'être un des joueurs les plus superstitieux du baseball. Paul Blair, un de ses coéquipiers des Orioles, raconte que Cuellar avait toute une routine qu'il ne fallait pas déranger, particulièrement lorsqu'il se présentait au monticule. À chaque fois, que ce soit sur le terrain ou dans l'abri des joueurs, le cérémonial devait se dérouler de la même façon, sans en modifier le moindre geste.